# Доротище
Дороти́ще (укр. Доротище) — село в Ковельской городской общине Ковельского района Волынской области Украины.
Код КОАТУУ — 0722181801. Население по переписи 2001 года составляет 468 человек. Почтовый индекс — 45022. Телефонный код — 3352. Занимает площадь 2,94 км².